# Donna Mae Mims
Donna Mae Mims (* 1. Juli 1926 im Washington County, Pennsylvania; † 6. Oktober 2009 ebenda) war eine US-amerikanische Automobilrennfahrerin. Sie ist die erste Frau, die eine vom Sports Car Club of America (SCCA) sanktionierte Meisterschaft gewinnen konnte.

## Leben
Donna Mae Mims (geb. Warnock) wurde 1926 als einzige Tochter von George W. Warnock und seiner Frau Margaret im US-Bundesstaat Pennsylvania geboren. Sie schloss 1945 an der Dormont High School in Pittsburgh die Schule ab und arbeitete anschließend bis Ende der 1950er-Jahre bei Yenko Chevrolet in Canonsburg, aus dem später Yenko Sportscars hervorging, als Sekretärin. Dort fand sie mit ihrem Ehemann so viel Gefallen an der Corvette C1, dass sie das Fahrzeug kurzerhand erwarben. Kurz darauf begann sie mit dem Wagen Amateurrennen im Bekanntenkreis zu fahren, die sie häufig für sich entschied, und entschloss sich anschließend zu einer Rennfahrerkarriere.
Mims blieb bis ins hohe Alter dem Motorsport als Mitglied des SCCA organisatorisch verbunden, engagierte sich in verschiedenen Interessensgemeinschaften und Vereinen für Enthusiasten der Corvette-Sportwagen sowie zusätzlich wiederholt als freie Autorin für US-amerikanische Automobilzeitschriften. Sie starb im Oktober 2009 mit 82 Jahren in Bridgeville an den Spätfolgen eines Schlaganfalls. Ihr Leichnam wurde ihren Wünschen entsprechend am Steuer ihrer Corvette C3 aufgebahrt und anschließend feuerbestattet. Die Asche wurde an verschiedenen Orten, darunter der einstigen Start-Ziel-Linie des ehemaligen Rennkurses auf dem Cumberland Municipal Airport in West Virginia, wo sie 1963 ihr erstes großes Rennen gewonnen hatte, sowie dem Pittsburgh International Race Complex in ihrem Heimatstaat Pennsylvania verstreut.

## Karriere
Mims fuhr zunächst regionale SCCA-Läufe, wo sie sich regelmäßig gegen ihre Konkurrenten durchsetzte. Ihr erster größerer Lauf war das allein für weibliche Starterinnen ausgeschriebene SCCA Regional Dunkirk im Mai 1960 auf dem Regionalflughafen von Dunkirk in New York, was sie als Dritte beendete. 1961 schrieb sie sich in die landesweite, vom SCCA sanktionierte National Sports Car Championship ein, wo sie mit der C1 in der Klasse B Production für Serienwagen erste Erfahrungen im professionellen Rennsport sammeln konnte. Da ihr Ehemann die von ihr gewünschte pinkfarbene Lackierung des Wagens nicht erlaubte, schrieb sie stattdessen „Think Pink“ (sinngemäß etwa „Stell es dir in pink vor“) auf die Seite, was später nebst gleichfarbigem Helm und Rennoverall zu ihrem Markenzeichen wurde und ihr den Spitznamen „Pink Lady“ einbrachte.
Ab 1962 fuhr sie einen Austin-Healey Sprite, der in der Klasse H Production startberechtigt war, und gewann schließlich im Sommer 1963 mit zwei Saisonsiegen die Meisterschaft in dieser Klasse. Ursprünglich belächelt, hatte sich Mims innerhalb weniger Jahre zu einer ernstzunehmenden Größe im US-amerikanischen Motorsport entwickelt und wurde nun auch zu international frequentierten Veranstaltungen berücksichtigt. Ihre erste Station war das 12-Stunden-Rennen von Sebring 1964, das zu dieser Zeit zur Sportwagen-Weltmeisterschaft zählte. Sie nahm mit einem Sprite zusammen mit dem kanadischen Rennfahrer Al Pease in der Klasse GT 1.3 am Rennen teil, fiel aber mit einem Defekt an der Hinterachse des Wagens früh aus. 1964 und 1965 startete Mims mit einem MGB in der Klasse D Production bzw. einem Triumph TR3 der Klasse F Production weiter in der National Sports Car Championship, konnte ihren Titel aber nicht verteidigen. Die besten Ergebnisse waren ein zweiter Platz beim Lauf auf dem Mid-America Raceway im Juni 1964 und ein Sieg in Nelson Ledges im Mai 1965, was gleichzeitig ihr letzter Erfolg bei einer SCCA-Meisterschaft war.
1966 kehrte Mims nach einem Jahr ohne Teilnahme wieder zum 12-Stunden-Rennen von Sebring zurück. Sie bildete dort mit John Luke eine Fahrerpaarung, schied aber schon in der ersten Runde nach einem Kolbenschaden an ihrem Yenko Stinger aus. Sie startete außerdem erstmals zum 24-Stunden-Rennen von Daytona und war dort zusammen mit Suzy Dietrich und Janet Guthrie Teil der Fahrermannschaft des zweiten Sunbeam Alpine von Autosport. Die Sunbeams gehörten zu den am schwächsten motorisierten Fahrzeugen im Feld, das Trio kam auf dem 32. und letzten Platz ins Ziel. Mims fuhr zudem mit einem Chevrolet Corvair das 12h Marlboro der Trans-Am-Championship, die als höchste Sportwagenmeisterschaft der USA galt, und kam auf dem 26. Platz ins Ziel.
Ab 1967 nahm Mims mit wechselnden Teamkollegen noch dreimal am 24-Stunden-Rennen von Daytona sowie viermal am 12-Stunden-Rennen von Sebring teil, erreichte aber keine nennenswerten Erfolge mehr. 1972 erregte sie durch ihre Teilnahme am nicht offiziell sanktionierten, auf öffentlichen Straßen ausgetragenen Cannonball Baker Sea-to-Shining-Sea Memorial Trophy Dash letztmals größere Aufmerksamkeit. Diese ursprünglich als Protest gegen geplante Verschärfungen im US-amerikanischen Straßenverkehrsrecht ausgetragenen, illegalen Straßenrennen wurden später im Spielfilm The Cannonball Run (dt. Titel: Auf dem Highway ist die Hölle los) humoristisch verwertet. Die von Adrienne Barbeau dargestellte Figur der Marcie Thatcher wurde direkt durch Mims und ihre Teilnahme am realen Vorbild inspiriert.
Das 5-Stunden-Rennen von Mid-Ohio 1974 war Mims letzte größere Veranstaltung, bevor sie zum Jahresende vom aktiven Rennsport zurücktrat.

## Statistik

### Sebring-Ergebnisse
| Jahr | Team                        | Fahrzeug             | Teamkollege     | Teamkollege   | Platzierung | Ausfallgrund  |
| ---- | --------------------------- | -------------------- | --------------- | ------------- | ----------- | ------------- |
| 1964 | Donald Healey Motor Company | Austin-Healey Sprite | Al Pease        |               | Ausfall     | Hinterachse   |
| 1966 | McMillan Ring Free Oil Co.  | Yenko Stinger        | John Luke       |               | Ausfall     | Kolbenschaden |
| 1967 | Ring-Free Oil Racing Team   | ASA 411              | Suzy Dietrich   |               | Rang 25     |               |
| 1968 | Best Sports Cars            | Yenko Stinger        | Michael Summers |               | Rang 34     |               |
| 1969 | Ring-Free Oil Racing Team   | Austin-Healey Sprite | Janet Guthrie   | Liane Engeman | Rang 23     |               |
| 1970 | Flem-Cor Enterprises        | Chevrolet Camaro     | Jim Corwin      |               | Rang 21     |               |

### Einzelergebnisse in der Sportwagen-Weltmeisterschaft
| Saison | Team                                 | Rennwagen                    | 1   | 2   | 3   | 4   | 5   | 6   | 7   | 8   | 9   | 10  | 11  | 12  | 13  | 14  | 15  | 16  | 17  | 18  | 19  | 20  |
| ------ | ------------------------------------ | ---------------------------- | --- | --- | --- | --- | --- | --- | --- | --- | --- | --- | --- | --- | --- | --- | --- | --- | --- | --- | --- | --- |
| 1964   | Donald Healey Motor Company          | Austin-Healey Sprite         | DAY | SEB | TAR | MON | SPA | CON | NÜR | ROS | LEM | REI | FRE | CCE | RTT | SIM | NÜR | MON | TDF | BRI | BRI | PAR |
| 1964   | Donald Healey Motor Company          | Austin-Healey Sprite         | DNF |     |     |     |     |     |     |     |     |     |     |     |     |     |     |     |     |     |     |     |
| 1966   | Autosport McMillan Ring Free Oil Co. | Sunbeam Alpine Yenko Stinger | DAY | SEB | MON | TAR | SPA | NÜR | LEM | MUG | CCE | HOK | SIM | NÜR | ZEL |     |     |     |     |     |     |     |
| 1966   | Autosport McMillan Ring Free Oil Co. | Sunbeam Alpine Yenko Stinger | 32  | DNF |     |     |     |     |     |     |     |     |     |     |     |     |     |     |     |     |     |     |
| 1967   | Ring-Free Oil Racing Team Jim Baker  | ASA 411                      | DAY | SEB | MON | SPA | TAR | NÜR | LEM | HOK | MUG | BRH | CCE | ZEL | OVI | NÜR |     |     |     |     |     |     |
| 1967   | Ring-Free Oil Racing Team Jim Baker  | ASA 411                      | DNF | 25  |     |     |     |     |     |     |     |     |     |     |     |     |     |     |     |     |     |     |
| 1968   | Best Sports Cars                     | Yenko Stinger                | DAY | SEB | BRH | MON | TAR | NÜR | SPA | WAT | ZEL | LEM |     |     |     |     |     |     |     |     |     |     |
| 1968   | Best Sports Cars                     | Yenko Stinger                | 34  |     |     |     |     |     |     |     |     |     |     |     |     |     |     |     |     |     |     |     |
| 1969   | Ring-Free Oil Racing Team            | Austin-Healey Sprite         | DAY | SEB | BRH | MON | TAR | SPA | NÜR | LEM | WAT | ZEL |     |     |     |     |     |     |     |     |     |     |
| 1969   | Ring-Free Oil Racing Team            | Austin-Healey Sprite         | 23  |     |     |     |     |     |     |     |     |     |     |     |     |     |     |     |     |     |     |     |
| 1970   | Flem-Cor Enterprises                 | Chevrolet Camaro             | DAY | SEB | BRH | MON | TAR | SPA | NÜR | LEM | WAT | ZEL |     |     |     |     |     |     |     |     |     |     |
| 1970   | Flem-Cor Enterprises                 | Chevrolet Camaro             | DNF | 21  |     |     |     |     |     |     |     |     |     |     |     |     |     |     |     |     |     |     |